# مبنى الجامعة الحمراء

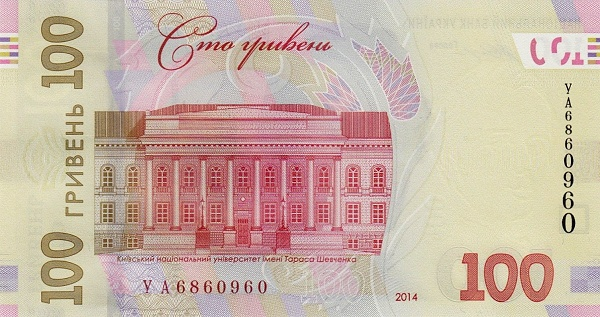
مبنى الجامعة الحمراء على ظهر ورقة نقدية من فئة 100 هريفيا

مبنى الجامعة الحمراء (بالأوكرانية: Червоний корпус Київського університету)‏ هو المبنى الرئيسي والأقدم لجامعة كييف، يقع في 60 شارع فولوديميرسكا، في كييف، عاصمة أوكرانيا. يعتبر هذا المبنى رمزا مشهورا لجامعة كييف ونظام التعليم العالي الأساسي الأوكراني.
في مارس 2015، استخدم البنك الوطني الأوكراني صورة المبنى على ظهر ورقة نقدية من فئة 100 هريفنا.

## تاريخ
تم تشييده في الفترة من 1837 إلى 1843 وتم بناؤه في أواخر البناء الكلاسيكي، من قبل المهندس المعماري ذو الأصول الإيطالية فينسينت آي بيريتي الذي كان يعمل لصالح الإمبراطورية الروسية. يشكل المبنى شكلاً هائلاً يحيط بالفناء، ويبلغ طول واجهة المبنى 145.68 متر (478.0 قدم). جدران المبنى مطلية باللون الأحمر ورؤوس وقواعد الأعمدة مطلية باللون الأسود، بما يتوافق مع ألوان الخطوط على وسام القديس فلاديمير (الذي تأسس عام 1782). أصبح شعار "المنفعة والشرف والمجد" هو شعار جامعة كييف. يقول المرشدون السياحيون المحليون في وقت ما أن القيصر نيكولاس. أمر بطلاء المبنى الرئيسي بأكمله باللون الأحمر ردًا على احتجاجات الطلاب على التجنيد الإجباري خلال الحرب العالمية الأولى، لتذكير الطلاب بالدماء التي أراقها الجنود الأوكرانيون. بُني هذا المبنى على قمة تل، وقد أثر بشكل كبير على التصميم المعماري لمدينة كييف في القرن التاسع عشر.
كان المبنى، الذي يشار إليه بالعامية باسم (Red Corps)، قريبًا جدًا من قصف الحرم الجامعي الأوسع خلال الغزو الروسي لأوكرانيا 2022، وهو حدث تم التقاطه عن قرب بواسطة فيديو هاتف ذكي. 

## معرض الصور

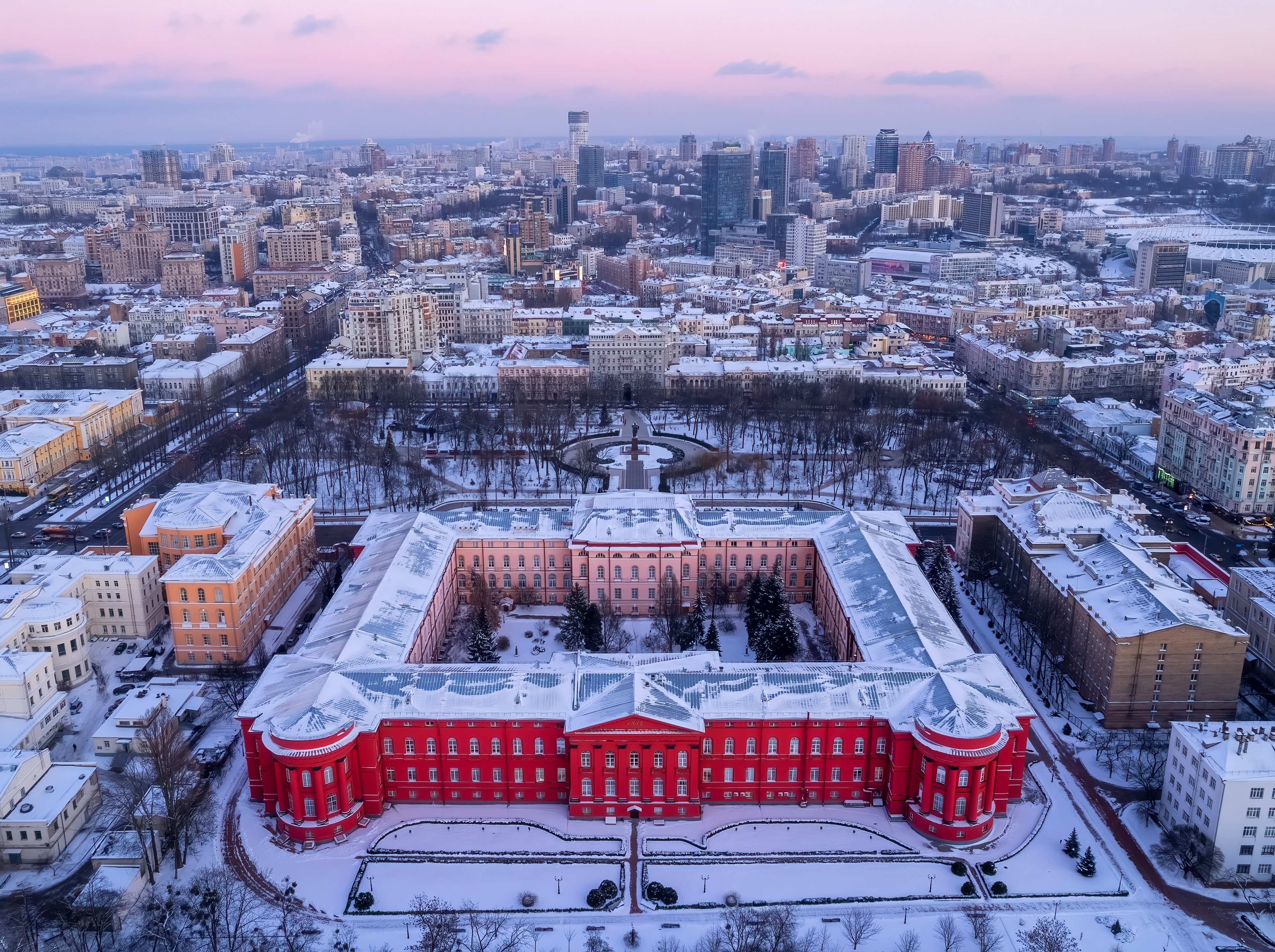
تصويرٌ جوي عند غروب الشمس لمبنى الجامعة الحمراء